# Liste des épisodes de Shérif, fais-moi peur

Cette page présente les épisodes de la série télévisée américaine Shérif, fais-moi peur (The Dukes of Hazzard).

## Première saison (1979)
1. Une bonne œuvre (One-Armed Bandits) avec Ernie Lively
2. La chanson de Daisy (Daisy's Song)
3. Un bébé qui rapporte (Mary Kaye's Baby)
4. L'occasion fait le larron (Repo Men) avec Larry Bishop
5. Le carburant magique (High Octane)
6. Les cousines (Swamp Molly) avec Mary Jo Catlett
7. Le coup de foudre (Luke's Love Story) avec Gary Grubbs
8. Le grand casse (The Big Heist)
9. La voiture du Président (Limo One Is Missing) avec Charles Cyphers
10. Deux drôles de shérifs (Deputy Dukes) avec Leo Gordon
11. Chère flambée (Money to Burn)
12. Casino clandestin (Route 7-11) avec Jo Ann Pflug
13. Double arnaque (Double Sting) avec Arte Johnson

## Deuxième saison (1979-1980)
1. Ultime tournoi (Days of Shine and Roses) avec Pat Buttram
2. La fièvre de l'or (Gold Fever)
3. Les voleurs de chevaux (The Rustlers) avec Brett Halsey
4. Conférence au sommet (The Meeting)
5. Les pirates de la route (Road Pirates) avec Ashley Cox
6. Le shérif au 7e ciel (The Ghost of General Lee) avec Debra Feuer
7. Rencontre insolite (The Dukes Meet Cale Yarborough) avec Cale Yarborough
8. Course à la casse (Hazzard Connection) avec Gerald McRaney
9. Le témoin à charge (Witness for the Persecution) avec R.G. Armstrong
10. Les billets de tante Annie (Granny Annie) avec Lurene Tuttle
11. Le bon choix (People's Choice)
12. Oncle Jesse et les pilleurs d'épaves (Arrest Jesse Duke) avec Kathrine Baumann
13. Un Duke parmi les Dukes (Duke of Duke) avec Simon MacCorkindale
14. La fugue (The Runaway) avec Lance LeGault
15. Souvenirs de guerre (Follow That Still) avec John Crawford
16. Chasse au trésor  (Treasure of Hazzard) avec Whit Bissell
17. Daisy shérif (Officer Daisy Duke) avec Dick Sargent
18. Loretta Lynn a disparu (Find Loretta Lynn) avec Henry Gibson
19. Jude et Daisy (Jude Emery) avec Sam Melville
20. Les vieux se rebiffent (Return of the Ridgeraiders) avec J. Pat O'Malley
21. Les filles du sud (Mason Dixon's Girls) avec Morgan Woodward
22. Henry Flatt fait le mort (R.I.P. Henry Flatt) avec Hal Smith
23. Les dollars de Holly (Southern Comfurts) avec Bernard Fox

## Troisième saison (1980-1981)
1. Les cascadeurs de la mort - 1re partie (Carnival of Thrills - Part 1) avec Don Stroud
2. Les cascadeurs de la mort - 2e partie (Carnival of Thrills - Part 2)
3. Enos en route pour la gloire (Enos Strate to the Top) avec Nedra Volz
4. Épouvante à la carte (The Hazzardville Horror) avec Andrew Robinson
5. Luke retrouve son punch (And in This Corner, Luke Duke)
6. Le regretté Boss (The Late J.D. Hogg)
7. Oncle Boss (Uncle Boss) avec Jeff Altman
8. Copie non conforme (Baa, Baa White Sleep) avec Ross Elliott
9. Le mariage de Rosco (Mrs. Rosco P. Coltrane) avec William Sanderson
10. À la poursuite des Pères Noël (The Great Santa Clause Chase) avec Woody Strode
11. Bon voisinage (Good Neighbors Duke) avec John Larch
12. Rencontre de Hazzard (State of the County) avec Ken Foree
13. L'héritage (The Legacy) avec Gregory Walcott
14. Duke contre Duke (Duke vs. Duke) avec Fran Ryan
15. Mon fils, Bo Hogg (My Son, Boss Hogg) avec Don Pedro Colley
16. Les Dukes pris au piège (To Catch a Duke)
17. Un visiteur inattendu (Along Came a Duke) avec Earl Boen
18. La bouilloire (By-Line, Daisy Duke) avec Kevin Hagen
19. Le retour de Hughie Hogg (The Return of Huggie Hogg) avec Frances Bay
20. Bye-bye Boss (Bye, Bye Boss) avec Charles Napier
21. Course au trésor (The Great Hazzard Hijack) avec Roy Orbison
22. Les chauffeurs de taxi (The Hack of Hazzard) avec Peter Breck
23. Le vase de Canterbury (The Canterbury Crock) avec Elizabeth Kerr

## Quatrième saison (1981-1982)
1. Madame Daisy Hogg (Mrs. Daisy Hogg) avec Jonathan Frakes
2. Hazzard voit double (Double Dukes) avec Don Pedro Colley
3. Des diamants très bruts (Diamonds in the Rough) avec Frank Marth
4. Coltrane contre Duke (Coltrane vs. Duke) avec Barney Phillips
5. Le fugitif (The Fugitive)
6. Un casse fracassant (The Great Bank Robbery) avec Bill Erwin
7. La journée des femmes (Sadie Hogg Day) avec Mary Treen
8. Dukes en péril - 1re partie (The Ten Million Dollar Sheriff - Part 1) avec William Smith
9. Dukes en péril - 2e partie (The Ten Million Dollar Sheriff - Part 2)
10. La déception de Cooter (Trouble at Cooter's) avec Colleen Camp
11. Adieu General Lee (Goodbye, General Lee)
12. Clétus est amoureux (Cletus Fall in Love)
13. L'arnaqueur (Hughie Hogg Strikes Again) avec Buck Owens
14. Boss sous les verrous (Dukescam Scam)
15. L'horoscope dit vrai (The Sound of Music-Hazzard Style) avec Hari Rhodes
16. Paroles d'honneur et alcool de graines (Shine On Hazzard Moon)
17. Retour mouvementé (Pin the Tail on the Dukes) avec Henry Jones
18. Miss Tisdale en cavale (Miz Tisdale on the Lam) avec James Hong
19. Rien que la vérité (Nothin' But the Truth)
20. Le journal de Rosco (Dear Diary) avec Ernie Hudson
21. Un shérif de charme (New Deputy in Town) avec Tracy Scoggins
22. Y a-t-il un pilote dans la voiture (Birds Gotta Fly) avec Andra Akers
23. Danger sur Hazzard (Bad Day in Hazzard) avec Tim O'Connor
24. Miss Trois-Comtés (Miss Tri-Counties) avec Joe Higgins
25. Une journée à la pêche (Share and Share Alike)
26. La loi de l'oncle Jesse (The Law and Jesse Duke)
27. Dukes en danger (Dukes in Danger) avec Steven Williams

## Cinquième saison (1982-1983)
1. Les nouveaux Dukes (The New Dukes) avec William Russ
2. Une affaire en or (Dukes Strikes It Rich)
3. Le shérif fait du zèle (Lawman of the Year) avec Al White
4. Une orpheline explosive (Coy Meets Girl) avec Michele Greene
5. Main basse sur Hazzard (The Hazzardgate Tape)
6. Le Boss samaritain (Big Daddy) avec Brion James
7. L’école buissonnière (Vance's Lady)
8. Boss bookmaker (Hazzard Hustle)
9. À la poursuite des cailloux verts (Enos in Trouble) avec Brett Halsey
10. L'escroc (The Great Insurance Fraud)
11. Jeux de billard, jeux de Hazzard (A Little Game of Pool) avec Jesse D. Goins
12. Le trésor de Soggy Marsh (The Treasure of Soggy Marsh) avec Andrew Robinson
13. La revanche de Hughie Hogg (The Revenge of Hughie Hogg) avec Jeff Altman
14. Mais où est passée Marlène le monstre ? (The Return of the Mean, Green Machine)
15. La mort de Boss (Ding Dong, the Boss is Dead) avec R.G. Armstrong
16. Coy contre Vance (Coy vs. Vance) avec Shawn Weatherly
17. Camarade Hugg (Comrade Duke) avec Hank Garrett
18. Jesse Duke, témoin gênant (Witness : Jesse Duke) avec Noble Willingham
19. Le raccourci le plus long (Welcome Back, Bo and Luke) avec Donald May
20. Les Dukes donnent l'exemple (Big Brothers, Duke) avec P.R. Paul
21. La fin de Hazzard (Farewell, Hazzard) avec Randi Brooks
22. Le mariage mouvementé de Daisy (Daisy's Shotgun Wedding) avec Glenn Morshower

## Sixième saison (1983-1984)
1. Touchez pas à Lulu (Lulu's Gone Away)
2. Un bébé pour les Dukes (A Baby for the Dukes)
3. Un Rosco de trop (Too Many Roscos)
4. Amour fraternel (Brotherly Love)
5. La taverne de l'ours (The Boar's Nest Bears)
6. La course de papy (Boss Behind Bars)
7. Sale temps pour les chiens (A Boy's Best Friend)
8. Une affaire de collier « hazzardeuse » (Targets : Daisy and Lulu)
9. Une paire passe et manque (Twin Trouble)
10. La dernière chance (Enos's Last Chance)
11. Coup dur (High Flyin' Dukes)
12. La fille de Cooter (Cooter's Girl)
13. Daisy Duke héritière (Heiress Daisy Duke)
14. Mort et vif (Dead and Alive)
15. Luke au secours de sa dulcinée (Play It Again, Luke)
16. La mafia est dans la course - 1re partie (Undercover Dukes - Part 1)
17. La mafia est dans la course - 2e partie (Undercover Dukes - Part 2)
18. Comment réussir à Hazzard (How to Succeed in Hazzard)
19. Norman le parano (Close Call for Daisy)
20. La rançon (The Ranson of Hazzard County)
21. La diseuse de mauvaises aventures (The Fortune Tellers)
22. La confession de Cooter (Cooter's Confession)

## Septième saison (1984-1985)
1. Bon anniversaire, General Lee (Happy Birthday General Lee)
2. Le musée de Waylon Jennings (Welcome, Waylon Jennings)
3. Dr Jekyll et Mr Duke (Dr Jekyll and Mr. Duke)
4. Robot Coltrane (Robot P. Coltrane)
5. Tous des méchants (No More Mr. Nice Guy)
6. Du rififi à Hollywood (The Dukes in Hollywood)
7. La grande évasion (Cool Hands, Bo and Luke)
8. Papy Duke faisait de la Résistance (Go West, Young Dukes)
9. Attachez vos ceintures (Cale Yarbortough Comes to Hazzard)
10. Menace sur le Hazzard Express (Danger on the Hazzard Express)
11. Luke condamné à mort (Sittin' Dukes)
12. Boss fait banqueroute (Sky Bandits Over Hazzard)
13. La maison hantée (The Haunting of J.D. Hogg)
14. Le magicien d'Hogg (When You Wish Upon a Hogg)
15. E.T. visite les Dukes (Strange Visitor to Hazzard)
16. Un mariage à boutons (Enos and Daisy's Wedding)
17. Un petit tour et Boss s'en va (Opening Night at the Boar's Nest)